# Uwe Fuchs
Uwe Fuchs (ur. 23 lipca 1966 w Kaiserslautern) – niemiecki piłkarz, a także trener.
Jest synem Fritza Fuchsa oraz bratankiem Wernera Fuchsa, którzy również byli piłkarzami i trenerami.

## Kariera piłkarska
Fuchs jako junior grał w zespołach FSV Salmrohr, ESC West Kaiserslautern, 1. FC Kaiserslautern, VfB Stuttgart oraz FK Pirmasens. W 1984 roku został zawodnikiem klubu FC 08 Homburg, grającego w 2. Bundeslidze. W sezonie 1985/1986 wywalczył z nim awans do Bundesligi. Zadebiutował w niej 8 sierpnia 1986 w przegranym 0:2 meczu z Bayerem Uerdingen. W barwach Homburga rozegrał jeszcze jeden mecz, a następnie został wypożyczony do Stuttgarter Kickers z 2. Bundesligi, gdzie spędził sezon 1986/1987.
W 1987 roku Fuchs odszedł do Fortuny Köln, także grającej w 2. Bundeslidze. Jej barwy reprezentował przez dwa sezony, a następnie przeniósł się do Fortuny Düsseldorf, występującej w Bundeslidze. Zadebiutował tam 5 sierpnia 1989 w zremisowanym 2:2 ligowym meczu z Werderem Brema, a 23 sierpnia 1989 w zremisowanym 2:2 spotkaniu z VfL Bochum strzelił swojego pierwszego gola w Bundeslidze. Zawodnikiem Fortuny był przez sezon 1989/1990.
Potem Fuchs występował w innych zespołach Bundesligi – 1. FC Köln oraz 1. FC Kaiserslautern. W 1994 roku odszedł do Fortuny Köln, nadal grającej w 2. Bundeslidze, a na początku 1995 roku został stamtąd wypożyczony do angielskiego Middlesbrough z Division One. W sezonie 1994/1995 wywalczył z nim awans do Premier League, jednak nie został wykupiony przez Middlesbrough i w połowie 1995 roku został zawodnikiem zespołu Millwall (Division One). Po sezonie 1995/1996 Fuchs wrócił do Niemiec, gdzie przez dwa sezony występował w Arminii Bielefeld (Bundesliga). W 1998 roku zakończył karierę.
W Bundeslidze rozegrał 90 spotkań i zdobył 18 bramek.

## Kariera trenerska
Karierę trenerską Fuchs rozpoczął w 2001 roku, kiedy to prowadził Fortunę Düsseldorf oraz Fortunę Köln, grające w Regionallidze. Następnie był asystentem Uwe Rapoldera w drugoligowym LR Ahlen. W 2002 roku, od listopada do grudnia był tymczasowym szkoleniowcem tego zespołu i poprowadził go w trzech meczach 2. Bundesligi.
Następnie Fuchs trenował drużyny Wuppertaler SV (Regionalliga/3. Liga), VfB Lübeck (Regionalliga) oraz VfL Osnabrück (3. Liga), a ponadto był skautem w VfB Stuttgart.